# Кёльн/Бонн
Аэропорт Кёльн/Бонн (нем. Flughafen Köln/Bonn, (ИАТА: CGN, ИКАО: EDDK)), также известный как Аэропорт имени Конрада Аденауэра — международный гражданский аэропорт, расположенный в пригородном районе Кёльна Порц (Германия) в зоне природного заповедника Ванер-Хайде. Порт находится на территории Региона Кёльн/Бонн, в 15 километрах к юго-востоку от центральной части Кёльна и в 16 километрах к северо-востоку от  Бонна.
Аэропорт Кёльн/Бонн занимает шестое место по пассажирообороту среди всех аэропортов Германии и является одним из немногих круглосуточных аэропортов страны. В 2016 году количество пассажиров, воспользовавшихся услугами порта, составило 11,91 миллиона человек (это рекордный показатель в истории аэропорта), увеличившись на 1,5 млн по сравнению с 2015 годом. Основной пассажиропоток в 2016 году приходился на аэропорты Берлин-Тегель (638 тыс.), Мюнхен (483 тыс.), Пальма-де-Мальорка (476 тыс.), Берлин-Шёнефельд (299 тыс.), Анталья (262 тыс.). Среди стран лидерами пассажиропотока аэропорта в 2016 году были Германия (1,7 млн пассажиров), Испания (1,04 млн), Турция (0,66 млн), Италия (0,46 млн), Великобритания (0,37 млн).
Кёльн/Бонн также занимает второе место в списке самых загруженных аэропортов Германии по показателю тоннажа грузовых авиаперевозок.

## История

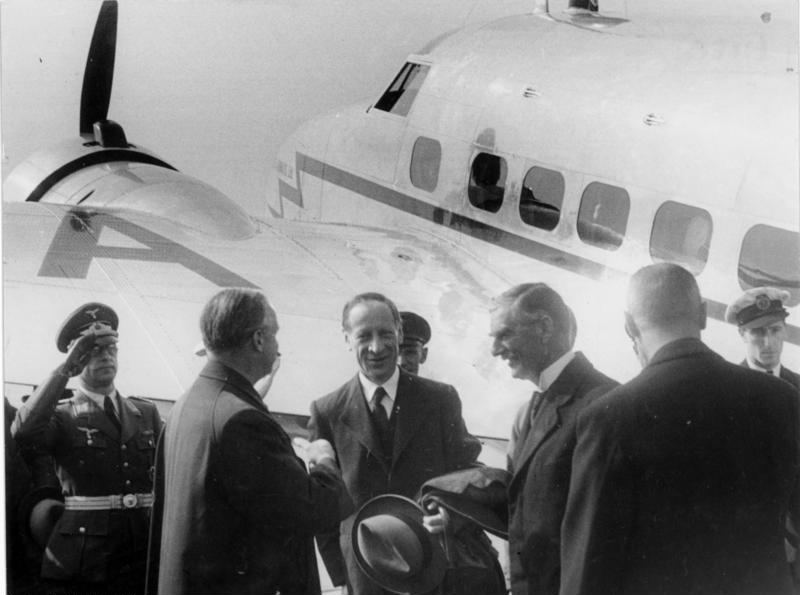
Риббентроп (второй слева) встречает Невилла Чемберлена (третий справа) в аэропорту Кёльна. 22 сентября 1938 года

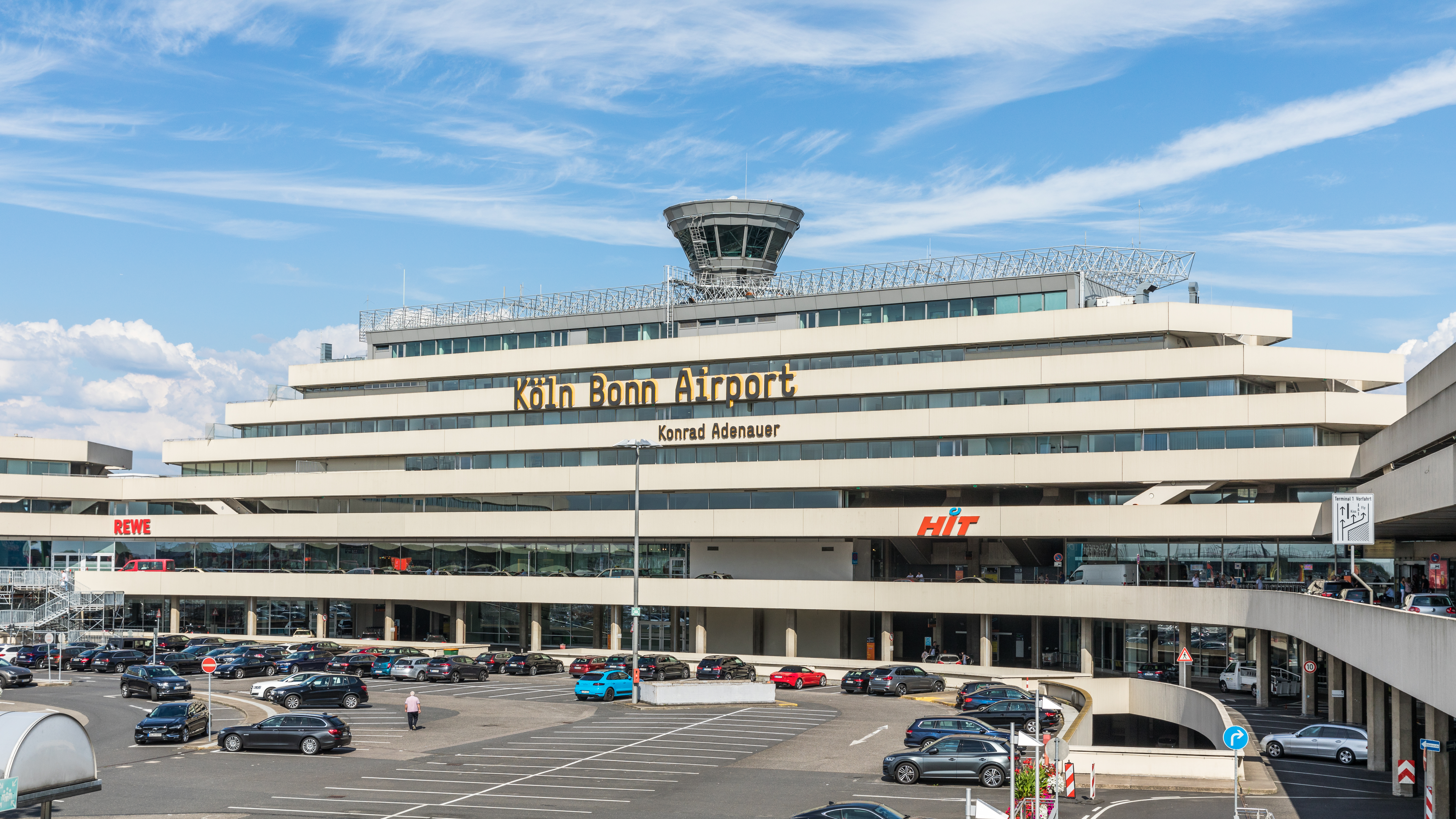
Здание пассажирского терминала 1

Первые полёты с военно-тренировочной базы частей артиллерийской разведки в Ванер-Хейде начались ещё в 1913 году. В 1939 году на месте аэродромной площадки был построен полноценный аэродром для люфтваффе, который в дальнейшем использовался в ходе Второй мировой войны.
После окончания войны аэродром перешёл под контроль британских военных сил, которые провели ряд работ по расширению территории и реконструкции некоторых объектов управления воздушным движением. В 1951 году построена первая взлётно-посадочная полоса с твёрдым покрытием, имевшая в длину 1866 метров, и в том же году аэропорт был открыт для гражданских самолётов.
В 1950—1960-х годах были сданы в эксплуатацию ещё две взлётно-посадочные полосы и новое здание пассажирского терминала. 1 ноября 1970 года аэропорт принял первый широкофюзеляжный лайнер Boeing 747, выполнявший рейс Нью-Йорк — Кёльн — Нью-Йорк.
В 1986 году американская компания UPS Airlines выбрала аэропорт Кёльн/Бонн в качестве своего главного транзитного узла в Европе.
В конце 1990-х руководство аэропорта начало реализацию масштабной программы по расширению и реконструкции аэропортового комплекса, в ходе которой были построены здание второго пассажирского терминала, ряд новых парковок, а в 2004 году была сдана в эксплуатацию станция «Аэропорт Кёльн/Бонн» сети Intercity-Express на высокоскоростной железной дороге Кёльн — Франкфурт.
В 2006 году магистральная авиакомпания США Continental Airlines ввела рейс в аэропорт Кёльн/Бонн из аэропорта Ньюарк Либерти, выполнявшийся ежедневно на самолётах Boeing 757—200. В связи с сокращением объемов пассажирских перевозок данный рейс был отменён 4 сентября 2008 года.

## Бюджетные авиакомпании
Аэропорт Кёльн/Бонн является удобным транзитным узлом для бюджетных авиакомпаний Германии. Тарифная политика аэропорта позволила привлечь осенью 2002 года немецких дискаунтеров Germanwings и TUIfly, которые в дальнейшем выбрали Кёльн/Бонн одним из своих главных хабов. В конце 2003 года к ним присоединился британский бюджетный перевозчик EasyJet, а июне 2006 года — авиакомпания Wizz Air. Относительно невысокие цены на обслуживание самолётов привели к в 2003 году к беспрецедентному росту объёма пассажирских перевозок аэропорта Кёльн/Бонн, составившему 43 % в сравнении с аналогичным периодом прошлого года.
С 2015 года аэропорт обслуживает прямые рейсы авиакомпании «Победа» из московского аэропорта Внуково. С 17 февраля 2017 года авиакомпания открыла прямые рейсы из Санкт-Петербурга.
В настоящее время руководство аэропорта изъявляет желание привлечь авиакомпании, которые смогут открыть недорогие трансатлантические маршруты из аэропорта Кёльн/Бонн на регулярной основе.

## Авиакомпании и направления

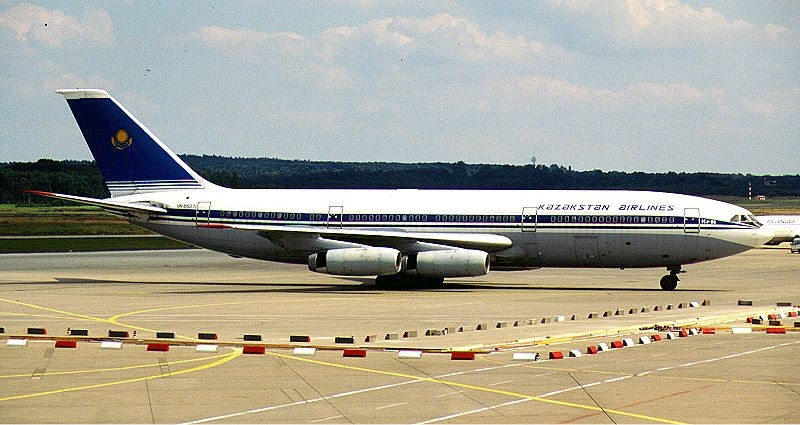
«Ил-86» авиакомпании «Kazakhstan Airlines» в аэропорту Кёльн/Бонн, 1998 год

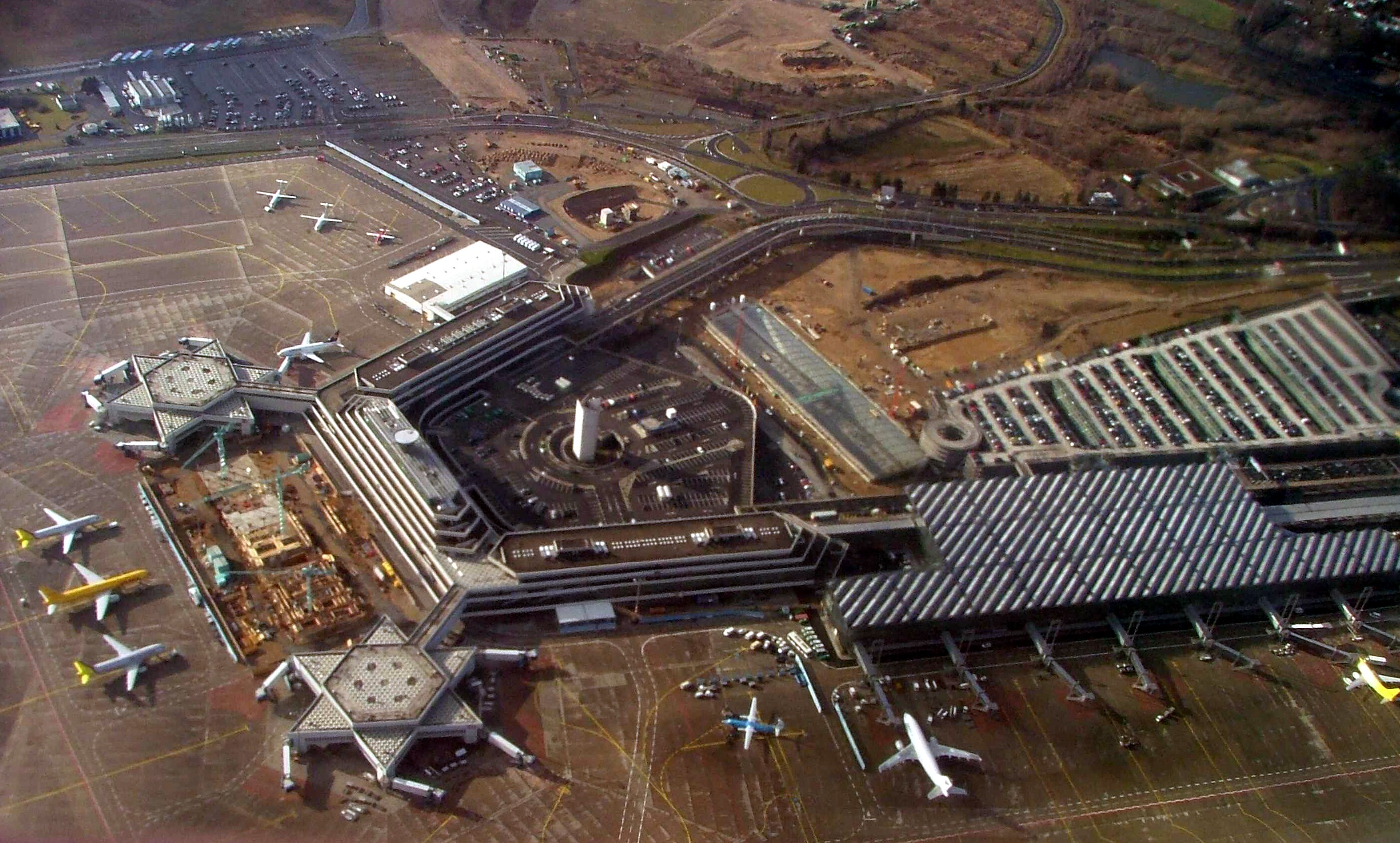
Аэропорт Кёльн/Бонн, вид сверху

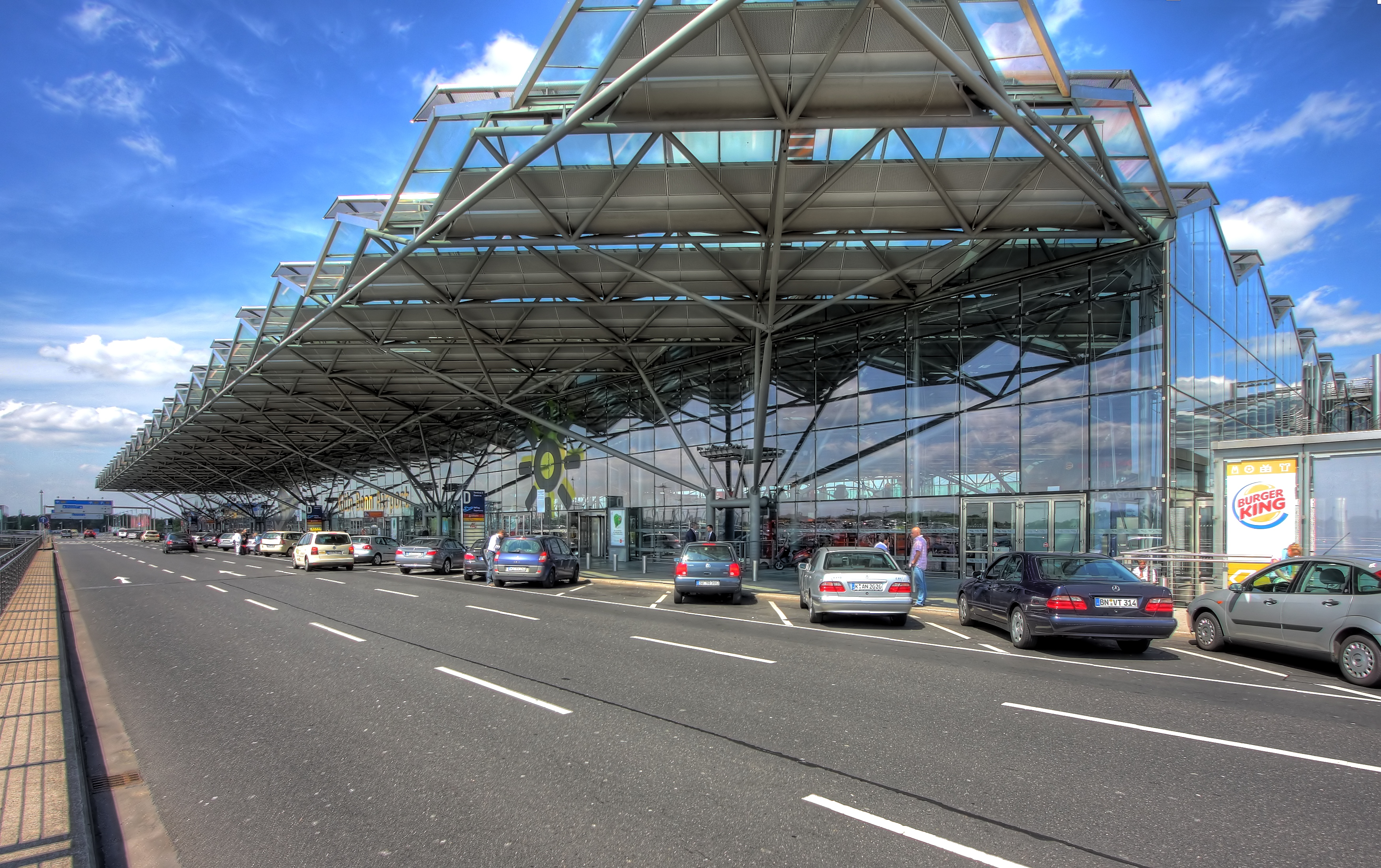
Здание пассажирского терминала 2

### Пассажирские
|                          | |          |
| Авиакомпания             | Пункты назначения | Терминал |
| Aegean Airlines          | Афины | 2        |
| Air Arabia               | Надор | 2        |
| Air Cairo                | Хургада | 2        |
| Air Serbia               | Белград | 2        |
| Austrian Airlines        | Вена | 1        |
| British Airways          | Лондон | 2        |
| Corendon Airlines        | Анталья | 2        |
| Corendon Airlines Europe | Фуэртевентура, Хургада, Лансаоте, Марса-Алам, Тенерифе | 2        |
| Eurowings                | Лансароте, Барселона, Болонья, Дубай, Катания, Фару, Фуншал, Ираклион, Ибица, Кальви, Лиссабон, Лондон, Малага, Надор, Пальма де Майорка, Зальцбург, Сплит, Салоники, Тунис, Верона, Загреб, Арвидсъяур, Берлин, Будапешт, Эдинбург, Фуэртевентура, Гамбург, Хургада, Гран-Канария, Лондон, Милан, Мюнхен Ницца, Рим, Сараево, Тенерифе, Тирана, Венеция, Вена, Цюрих | 1        |
| FlyErbil                 | Эрбиль | 2        |
| Freebird Airlines        | Анталья | 2        |
| Iran Air                 | Тегеран | 2        |
| LEAV Aviation            | Гётеборг | 2        |
| Lufthansa                | Франкфурт | 1        |
| Marabu Airlines          | Хургада | 1        |
| Mavi Gök Airlines        | Анталья | 2        |
| Nesma Airlines           | Хургада, Шарм-эш-Шейх | 1        |
| Nile Air                 | Каир, Хургада | 1        |
| Pegasus Airlines         | Анкара, Элязыг, Измир, Стамбул, Анталья | 1, 2     |
| Ryanair                  | Агадир, Аликанте, Барселона, Бристоль, Фару, Копенгаген, Лиссабон, Милан, Мальта, Марракеш, Пальма де Майорка, Порту, Рим, София, Тенериффе, Варшава, Задар, Акаба, Лансароте, Болонья , Дублин, Фуэртевентура, Гран-Канария, Лондон, Малага, Манчестер, Палермо, Пафос, Рига, Севилья, Стокгольм, Валенсия, Вена                                                     | 1        |
| Ryanair UK               | Манчестер | 1        |
| SkyUp MT                 | Хургада | 1        |
| Smartwings               | Абу-Даби | 2        |
| Star East Airlines       | Хургада | 1        |
| SunExpress               | Анкара, Измир, Анталья | 2        |
| Tailwind Airlines        | Анталья | 2        |
| Turkish Airlines         | Анкара, Стамбул, Стамбул | 2        |
| Wizz Air                 | Белград, Будапешт, Подгороция, Сучава, Варна, Тыргу-Муреш, Скопье, Кутаиси, Вроцлав | 2        |
| Wizz Air Malta           | Бухарест, Тирана, Рим | 2        |

### Грузовые авиакомпании
| Авиакомпания         | Пункты назначения |
| -------------------- | --- |
| ASL Airlines Ireland | Льеж, Брешиа, Тель-Авив |
| Bluebird Nordic      | Биллунн, Милан |
| Cargo Air            | Клуж-Напока, Катовице |
| Cargojet Airways     | Гамильтон |
| Compass Air Cargo    | Копенгаген, Биллунн |
| Cygnus Air           | Лейпциг |
| DHL                  | Ставангер, Осло,Штутгарт, Витория-Гастейс, Лейпциг, Брюссель, Ноттингем |
| Egyptair Cargo       | Каир |
| Express Air Cargo    | Тунис |
| FedEx                | Гуанчжоу, Мемфис, Париж, Индианаполис |
| Maersk Air Cargo     | Шаннон, Афины, Лион, Болонья, Берлин, Марсель, Мюнхен, Милан, Париж, Ноттингем, Порту |
| MNG Airlines         | Стамбул, Лондон, Ноттингем |
| SprintAir            | Женева, Базель, Познань, Катовице, Любляна, Париж |
| Swiftair             | София, Рен, Мальта, Загреб, Каунас, Витория-Гастейс, Острава, Вроцлав, Мадрид |
| UPS                  | Филадельфия, Шарджа, Луисвилл, Сеул, Дубай, Дели, Бангалор, Ноттингем, Ларнака, Варшава, Париж, Прага, Вена, Венеция, Дублин, Стамбул, Барселона, Стокгольм, Мальмё, Мадрид, Лондон, Гонконг |